# Sziget Festival
Le Sziget Festival (en hongrois : Sziget Fesztivál, [ˈsigɛt ˈfɛstiva:l]) est un festival de musique hongrois, fondé en 1993 à Budapest. Il est l'héritier de l'Île des étudiants (Diáksziget) (1993-1996), de l'Île Pepsi (Pepsi Sziget) (1996-2001). Sziget signifie « île » en hongrois.
Le festival a lieu chaque année dans le 3e arrondissement de Budapest sur l'île d'Óbuda, au bord du Danube. Il rassemble presque 500 000 personnes pour 103 pays représentés, pendant la deuxième semaine du mois d'août. Il a été surnommé le Woodstock européen en référence à l'anniversaire de ce dernier. Après plus de deux décennies d'existence, en 2014 le festival obtient le titre de Meilleur Grand Festival Européen décerné par les European Festival Awards. Il a également été élu « Festival européen préféré des artistes » en 2016.

## Origines
Péter Müller et Károly Gerendai découvrent au début des années 1990 sur l'île d'Óbuda un immense parc arboré. Dans un contexte marqué par la fin de l'ère communiste, ceux qui sont alors respectivement une star du rock budapestois et un programmateur musical imaginent un lieu de rencontre pour que les musiciens puissent se produire ou se rencontrer.
À l’origine, le Sziget est un événement culturel hongrois dont le rayonnement est national.
C'est en 1993 que les fondateurs en organisent la première version sur l’île d’Óbuda, le Diáksziget (qui signifie « l’Ile des étudiants »).

## Fréquentation
Avec une moyenne de près de 500 000 festivaliers par an, le Sziget Festival est considéré comme le plus grand festival open air d’Europe,,.
Aujourd'hui, le festival a un rayonnement européen. Environ 50 % des visiteurs ne sont pas hongrois, ils viennent principalement des Pays-Bas, du Royaume-Uni, de France, d'Allemagne et d'Italie. Pour son édition 2017, le Sziget a accueilli 49 000 Français. En comptant l'ensemble des festivaliers francophones pour sa 25ème édition, les français, belges, suisses et luxembourgeois ont représenté 53 000 festivaliers. Le camping francophone baptisé Apéro Camping regroupe quant à lui 2 500 campeurs, donc environ 20 000 personnes cumulées sur les 10 jours de camping proposés. Le nombre total de festivaliers pour 2017 est de 452 000 festivaliers originaires de 103 pays différents.

## Scènes et villages
Le festival arbore une cinquantaine de scènes et chapiteaux[Quand ?].
La « Dan Panaitescu Main Stage » (anciennement « Pop Rock Main Stage », renommée en hommage à l'ancien booking manager du festival, décédé en 2016) est la plus grande scène de l’île située en son cœur, où les grands groupes internationaux se produisent, avec une capacité de plus de 45 000 personnes.
La scène « OTP Bank A38 Stage » (anciennement « OTP World Music Party Stage ») est la seconde scène majeure du festival, sous chapiteau, et a une capacité d'accueil de 15 000 personnes et présente des artistes de renommée internationale tous styles confondus.
La « Telekom Arena » (anciennement « party arena ») est une scène sous chapiteau consacrée à la musique électronique.
Le « Colosseum » est une scène en plein air, située directement à côté de la Telekom Arena. Elle dispose d'une capacité d’accueil bien moindre que sa voisine, et propose également des DJ sets, toute la nuit.
La « World Music Stage » présente des artistes de musique du monde.
La « Europe Stage » présente des artistes de moindre renommée originaires des pays européens.

## Organisation et logistique

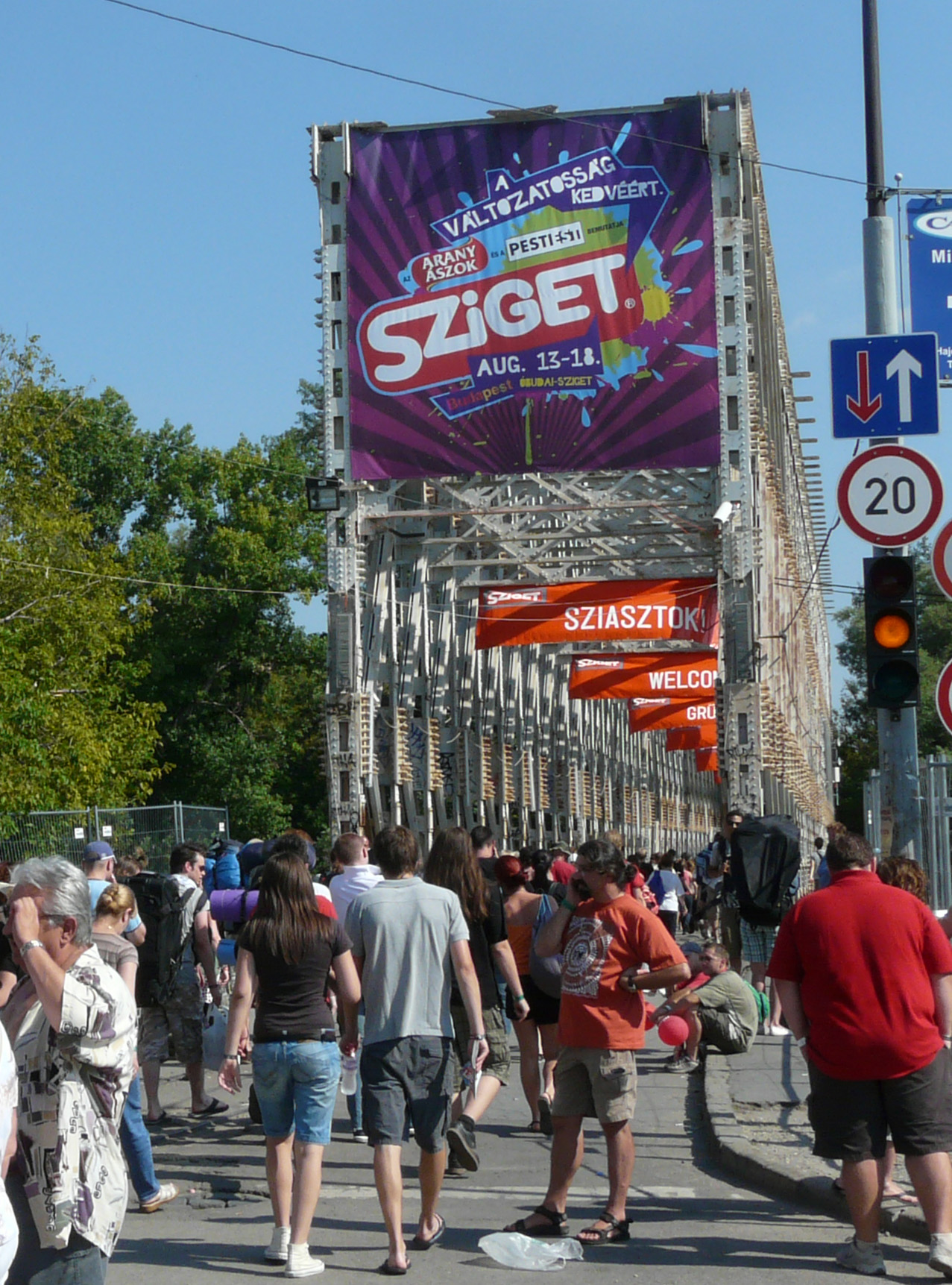
Entrée du festival.

Sziget attire 70 à 90 000 visiteurs par jour, nécessitant plusieurs infrastructures d’accueil. Sur l’île d’Óbuda se trouvent des restaurants, des magasins, des bars, des maisons de pálinka, des cafés et salons de thé, des stands de spécialités culinaires d’une douzaine de pays différents. Le village hongrois se situe au cœur du parc et propose à la fois de découvrir la gastronomie locale ainsi que des éléments du folklore national (langue, danses, etc.). Chaque année, les organisateurs tiennent compte des demandes du public grâce aux « Machines à souhait » installées sur les sites Internet des organisations européennes impliquées dans l’organisation et la promotion du Sziget.
Le Sziget est le premier[réf. nécessaire] festival d’importance qui fonctionne avec sa propre monnaie. Depuis 2011, le système de FestiPay a remplacé la monnaie liquide. Elle évite de retrouver en situation de perte ou vol d’argent.
D’année en année, Sziget améliore l’accueil des festivaliers qui arrivent de loin. De plus en plus de formules hebdomadaires sont couplées à des offres de transport, permettant de déposer les visiteurs directement dans l'enceinte du festival. Un secteur entier est aménagé en camping. Pratiquement un demi-millions de spectateurs sont comptabilisés au total sur la semaine pour l'édition 2017 composé de 50 scènes.

## Autour du festival

### Distinctions
Le Sziget de Budapest avec son gigantisme, sa programmation éclectique et son ambiance si particulière est vu depuis longtemps comme un nouveau Woodstock en raison de son air décalé et son ambiance festive. Il est aussi parfois comparé à l'alternative européenne du Burning Man par ses caractéristiques uniques « d’un parc d'amusement déjanté amplifié électroniquement n'ayant rien à voir avec la réalité ».
« Selon vous, de quelle façon le public devrait-il dépenser son budget festival, sachant que cette année Glastonbury fait un break ? », a demandé le journal musical britannique le plus prestigieux, New Musical Express, au fondateur du Glastonbury Festival en mars 2012. Michael Eavis a répondu : « Ils devraient aller en Hongrie. Au Sziget Festival. J'aime ça. »
Sister Bliss du groupe Faithless avait tenu ces propos : « J’ai vu des gens sur place totalement enchantés, l’atmosphère est magique ! C’est peut-être le meilleur festival du monde, plus fort encore que Glastonbury ».

### Polémiques
Beaucoup de critiques[Lesquelles ?] mettent cependant en avant le coût du festival (65-75 euros le ticket journée et 275-325 euros le ticket 7 jours[Quand ?]) au vu du SMIC hongrois de 464,20 euros. Cela est notamment dû au pourcentage restreint que représente les aides publiques dans les sources de revenus du Sziget Festival[réf. nécessaire].
En 2002, le maire de Újpest, quartier voisin du Sziget, a porté plainte sur les désagréments causés par les festivaliers et les nuisances sonores causées par la musique amplifiée. La direction du Sziget a pris plusieurs mesures afin de réduire les nuisances tout en permettant la continuité du festival.

### Promotion de la francophonie
Le Sziget Festival est particulièrement fréquenté par des visiteurs francophones, estimés à 10 000 personnes chaque année. L'équipe d'organisation du festival a lancé une série d'initiatives visant à conforter cette tendance : espace de camping dédié aux francophones avec meilleur niveau de confort, un espace de restauration français et des points d'information en français
L'implication du Sziget Festival dans la promotion de la francophonie était liée au travail de Krisztina Rády, ex-femme de Bertrand Cantat, représentante du festival en France. Son action visait alors à attirer de nombreux artistes et groupes français à se produire sur une des scènes du Sziget. À travers sa société S/Z Production, elle contribuait à populariser l'image du Sziget chez les jeunes Français. Entre 2011 et 2017, c’était la société FestivalUE S.A. qui représente le Sziget Festival dans les pays francophones (France, Belgique, Luxembourg et Suisse). La société a été créée à l’initiative d’András Derdák, Anita Földes et Louis Thierry, qui a quitté la société en 2015. En 2018 la société est changée : depuis mars la Midichloriens Sarl. est la représentante légale.

### Tremplin Sziget France
Le Sziget Festival organise un concours ouvert à des artistes francophones qui n'ont jamais signé avec un label et qui souhaitent tenter leur chance de jouer au plus grand festival d'Europe. Entre 2012 et 2016, l'organisation été gérée par Magik Blender mais depuis 2016,c'est Sziget France en partenariat avec Dyskit qui ont repris le tremplin. Il consiste en une première sélection par un jury de professionnels et le vote du public, quatre groupes s'affrontent lors d'un concert final qui se déroule généralement en mai dans une salle de concert notoire. Le vainqueur se voit offrir une date sur la scène Europe lors du festival. Les vainqueurs des années précédentes Bigflo et Oli, Chill Bump, Dhamma, Joe Bel, Shafty Brothers, Stereotypical Working Class (concert final au Point Éphémère).